# Builder's Old Measurement

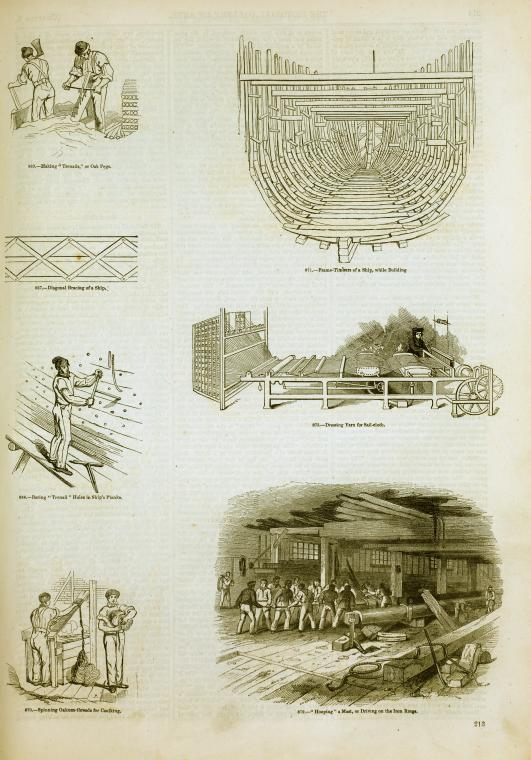
Làmina amb escenes de construcció de vaixells a Anglaterra.

L'expressió anglesa Builder's Old Measurement (resumida en BOM, tones BOM o tones OM) indica un sistema antic de càlcul emprat al Regne Unit per a estimar la capacitat de càrrega (arqueig) d'un vaixell. La fórmula usada estava pensada per a estimar el volum disponible de la nau, mesurat en bótes. La seva vigència abarca el període 1773-1854. Aquest darrer any, el sistema BOM fou substituït pel sistema Moorsom, que tenia en compte les diferències dels vaixells de vapor (amb un volum important ocupat per la caldera, la màquina i el carbó) en relació amb els velers mercants.
Malgrat la seva obsolescència, el sistema BOM és interessant quan es tracta d'estudiar vaixells antics.

## Fórmula
En la fórmula anterior cal tenir en compte el següent:
- Tones és el volum calculat mesurat en "bótes angleses"
- Eslora, mesurada en peus, des de proa fins al codast
- Mànega, mesurada en peus
- L'expressió (Mànega/2) indica un puntal teòric estimat en la meitat de la mànega. Aquesta estimació era poc real i podia ser aprofitada en benefici dels constructors (i en detriment de les taxes a pagar).

## Història
- La primera taxa documentada a Anglaterra sobre els nòlits està datada el 1303: el responsable fou el rei Edward I i l'import estava basat en la capacitat de càrrega de cada vaixell (tons burthen, en anglès).[2]
  - La taxa sobre el vi importat era de 20 lliures per cada "tun" (dolium en llatí, bóta)[3]
- Edward III va imposar, abans de 1377, una taxa de tres xelins i quatre penics per cada “tun” de vi importat. Aquesta unitat (tun) és una unitat de volum que equivalia a tres bótes. En aquella època equivalia a un volum de 252 galons (que suposava un pes de vi de 2.240 lliures, aproximadament. Uns 1.020 kg.[4][5][6][7]

### Primera fórmula
{\displaystyle {\text{Tonatge}}={\frac {{\text{Eslora}}\times {\text{Manega}}\times {\text{Puntal}}}{100}}}
En aquesta fórmula:
- l'eslora, mesurada en peus, no estava definida (llarg de la quilla? eslora de flotació?)
- la mànega es mesurava en peus
- el puntal, mesurat en peus, era la mesura vertical de l'interior del vaixell des de la part inferior de la coberta.

El producte (Eslora x mànega x puntal) donava un volum teòric en peus cúbics. Considerant un "tun" de 100 peus cúbics, la divisió per 100 donava un volum teòric (un tonatge) en "tuns".

### Fórmula Thames
{\displaystyle {\text{Tonatge Thames}}={\frac {{\text{Eslora}}\times {\text{Manega}}\times {\frac {\text{Manega}}{2}}\times {\frac {3}{5}}\times {0.62}}{35}}}
La fórmula es pot simplificar en:
{\displaystyle {\text{Tonatge Thames}}={\frac {{\text{Eslora}}\times {\text{Manega}}\times {\frac {\text{Manega}}{2}}}{94}}}